# Belle Mead
Belle Mead est une communauté non incorporée et une census-designated place (CDP) américaine située dans le township de Montgomery (en), dans le comté de Somerset de l'État du New Jersey,,. En 2010, la population de Belle Mead est de 216 habitants. La CDP est desservie par les services postaux gouvernementaux sous le code ZIP 08502,.

## Toponymie
Jusque vers 1875, Belle Mead, puis Plainville, est considérée comme une partie de la localité de Harlingen. C'est une région agricole tranquille lorsqu'un entrepreneur new-yorkais nommé Van Aken rachète toutes les fermes alentour dans l'intention de développer une ville. Les fermes sont loties et reliées par des rues dans le style de New York. Lorsque Van Aken fait faillite, ses propriétés sont vendues à un sénateur américain, John R. McPherson (en) qui, selon une histoire populaire, change le nom de Vanaken en Belle Mead en l'honneur de sa fille, Edna Belle Mead McPherson.

## Histoire
Woods Tavern in Belle Mead est une halte renommée pour les voyageurs et joue, pendant plus de cent ans, un important rôle social et politique. Horace Greeley y a tenu une partie de sa campagne pour l'élection du Président des États-Unis en 1872. La taverne a brûlé en 1932.
John Summerskill (en) et sa femme Mimi LaFollette Summerskill (en) créent un vignoble à Belle Mead dans les années 1970. Le président Bill Clinton et quatorze gouverneurs démocrates s'y rencontrent pour une séance stratégique et tiennent une conférence de presse depuis le domaine durant la campagne présidentielle de 1992.
La gare (en) construite dans les années 1930 par la Reading Company sur un terrain concédé par Van Aken est démolie en 1940 puis reconstruire et placée hors service en 1984.

## Personnalités
- James Baldwin (1924-1987), écrivain et défenseur des droits civiques, résident de Belle Mead au début des années 1940.
- Wade Baldwin IV (1996), joueur américain de basket-ball, né à Belle Mead
- Léonide Goldstein (1914-1988), chercheur et universitaire, résident de Belle Mead[8]